# Manse PP
Manse PP är en bobollklubb från Tammerfors, Finland. Klubben grundades i maj 2005.
Klubbens herrlag spelar i Superpesis och har vunnit FM-guld 2021.

## Meriter

### Finska mästerskapet för herrar
- Guld: 2021

### Finska mästerskapet för damer
- Guld: 2017
- Silver: 2020
- Brons: 2021